# Tashima Kozo
Tashima Kōzō (田嶋 幸三, sinh ngày 21 tháng 11 năm 1957) là một cựu cầu thủ bóng đá người Nhật Bản. Hiện ông đang là Chủ tịch của Hiệp hội bóng đá Nhật Bản (JFA).

## Đội tuyển bóng đá quốc gia Nhật Bản
Tashima Kozo thi đấu cho đội tuyển bóng đá quốc gia Nhật Bản từ năm 1979 đến 1980.

## Thống kê sự nghiệp
| Đội tuyển bóng đá Nhật Bản | Đội tuyển bóng đá Nhật Bản | Đội tuyển bóng đá Nhật Bản |
| Năm                        | Trận                       | Bàn                        |
| -------------------------- | -------------------------- | -------------------------- |
| 1979                       | 4                          | 0                          |
| 1980                       | 3                          | 1                          |
| Tổng cộng                  | 7                          | 1                          |

## Ngoài lề
Tashima từng thông báo bị dương tính với COVID-19 vào ngày 17 tháng 3 năm 2020.